# Piper griffithii
Piper griffithii är en pepparväxtart som beskrevs av C. Dc.. Piper griffithii ingår i släktet Piper och familjen pepparväxter. Inga underarter finns listade i Catalogue of Life.